# 刚毛五加
刚毛五加（学名：Eleutherococcus simonii）是五加科五加属的植物，是中国的特有植物。分布在中国大陆的江西、云南、湖北、四川、贵州等地，生长于海拔1,000米至3,300米的地区，常生于森林或灌木丛林中，目前尚未由人工引种栽培。

## 别名
西蒙五加（植物分类学报增刊）、西门五加（经济植物手册、中国种子植物分类学）

## 异名
- Acanthopanax simonii Schneid.
- Acanthopanax simonii Schneid. var. longipedicellatus Hoo
- Eleutherococcus simonii (Schneid.) Hesse var. longipedicellatus Hoo